# Óscar Dautt
Óscar Manuel Dautt Bojórquez (* 8. Juni 1976 in Guasave, Sinaloa) ist ein ehemaliger mexikanischer Fußballspieler auf der Position des Torwarts.

## Leben
Dautt begann seine Laufbahn in den Nachwuchsabteilungen seiner Heimatvereine Diablos Azules de Guasave und Atlético Guasavense. Im Alter von 17 Jahren schloss er sich dem CF Monterrey an und sammelte erste Erfahrungen als Profifußballspieler in dessen Reserveteams. Zu seinem ersten Einsatz in der höchsten mexikanischen Spielklasse für die Rayados kam er am 7. Februar 1998 beim 3:2-Sieg über den Hauptstadtverein América.
Nachdem Dautt das gesamte Kalenderjahr 1998 zum Kader der ersten Mannschaft des CF Monterrey gehört hatte, wechselte er Anfang 1999 zu den Toros Neza, für die er in den folgenden anderthalb Jahren das Tor hütete. Anschließend wechselte er zum Puebla FC, mit dem er im Torneo Verano 2001, dem Rückrundenturnier der Saison 2000/01, die Halbfinalspiele um die mexikanische Fußballmeisterschaft erreichte, in denen seine Mannschaft mit einem Gesamtergebnis von 6:6 (5:4 und 1:2) nur aufgrund der in der Liga weniger erzielten Punkte gegen den späteren Meister Santos Laguna unterlag.
Im darauffolgenden Torneo Invierno 2001, dem Hinrundenturnier der Saison 2001/02, erreichte er mit seinem neuen Verein UANL Tigres die Finalspiele, die mit 0:2 und 1:1 gegen den CF Pachuca verloren wurden. Im selben Jahr erhielt Dautt seine einzige Einberufung in die mexikanische Nationalmannschaft, für die er als dritter Torhüter zum Konföderationen-Pokal 2001 mitgenommen wurde, aber weder beim Turnier selbst noch in irgendeinem anderen Länderspiel eingesetzt wurde.
Im Sommer 2003 kehrte Dautt von den Tigres nach Puebla zurück und beendete dort im Alter von 29 Jahren seine aktive Karriere am Ende der Saison 2004/05 zum ersten Mal. Doch im Sommer 2007 unterschrieb er einen Vertrag beim Zweitligisten Xoloitzcuintles de Tijuana und kehrte ins Profigeschäft zurück. Ein Jahr später kehrte er abermals zum Puebla FC zurück und kam in der Apertura 2008 noch zu zehn Erstligaeinsätzen. Sein letztes Spiel in der Primera División bestritt er am 1. November 1998 bei der 0:1-Auswärtsniederlage gegen die Indios de Ciudad Juárez. In der Rückrunde derselben Saison (2008/09) hütete er das Tor des in der zweiten Liga spielenden Puebla-Farmteams Lobos BUAP und beendete zum Saisonende im Alter von 33 Jahren zum zweiten Mal seine aktive Laufbahn, um anderthalb Jahre später noch einmal ein Comeback zu wagen, als er am 10. Dezember 2010 für die Saison 2011 einen Vertrag bei dem erst kurz zuvor gegründeten Los Angeles Blues SC unterschrieb, in dessen Reihen er seine aktive Laufbahn zum dritten Mal beendete.

## Erfolge
- Mexikanischer Vizemeister: Invierno 2001